# Татесіна

36°16′19″ пн. ш. 138°18′58″ сх. д. / 36.27194° пн. ш. 138.31611° сх. д.
Татесі́на (яп. 立科町, たてしなまち, МФА: [tateɕina mat͡ɕi̥]) — містечко в Японії, в повіті Кіта-Саку префектури Наґано. Станом на 1 квітня 2009 площа містечка становила 66,82 км². Станом на 1 липня 2011 населення містечка становило 7611 осіб.